# Antonio Dal Favero
Antonio Dal Favero (Vittorio Veneto, 24 giugno 1842 – Vittorio Veneto, 13 ottobre 1908) è stato uno scultore e pittore italiano.

## Biografia
Figlio del pittore Vincenzo, frequentò l'Accademia di Venezia.
Ha lasciato lavori a Venezia e nel Trevigiano. Proprio nella città natale si concentrano le opere più significative: si citano, fra le altre, l'altorilievo di Marcantonio Flaminio nella piazza di Serravalle, la Deposizione di Cristo nella chiesa di Salsa, il monumento a Vittorio Emanuele II (che gli valse la nomina a cavaliere dell'Ordine della Corona d'Italia da parte di Umberto I) e il monumento a Giuseppe Garibaldi (oggi conservato nei magazzini comunali). All'Esposizione regionale veneta di Treviso del 1872 presentò le statue L'operaio e Vanerella che la Società operaia di VIttorio Veneto premiò con una medaglia d'oro. Partecipò con altre sculture alle esposizioni di Venezia (1879) e Milano (1881).
Si cimentò anche nella pittura con soggetti sia profani che sacri. Di quest'ultimo filone, si ricordano: a Vittorio Veneto, la tela Madonna e santi per la chiesa di Salsa, San Paolo per la chiesa di San Paolo di Vittorio Veneto (queste due opere sono ora esposte al Museo diocesano "Albino Luciani"), San Gottardo nella chiesa omonima, Madonna e santi nella chiesa di Cozzuolo (1887), la Madonna con i santi Rocco e Antonio nella chiesa di Carpesica; nei dintorni, un dipinto raffigurante i Santi Rocco, Antonio e Apollonia nella chiesa di Ramera, i Santi Pancrazio, Rocco e Apollonia nella parrocchiale di Montaner (1892), i Santi Pietro e Paolo in quella di Fratta, l'Assunta nella chiesa di Covolo.